# 如拙
如拙（日语：如拙），约活动于公元15世纪前后。日本室町时代的画家之一，早年于日本京都石济寺学习作画。后博采众长，自成一家。他的作品融合生活之趣，突出滑稽的艺术美。具有极高的表现性。

## 扩展阅读
- Treasures of Asia: Japanese Painting by Akiyama Terukazu. Chapter 6: The Renewed Influence of Chinese Art and the Development of Monochrome Painting (13th - 16th Century)